# منظار ثنائي العينية

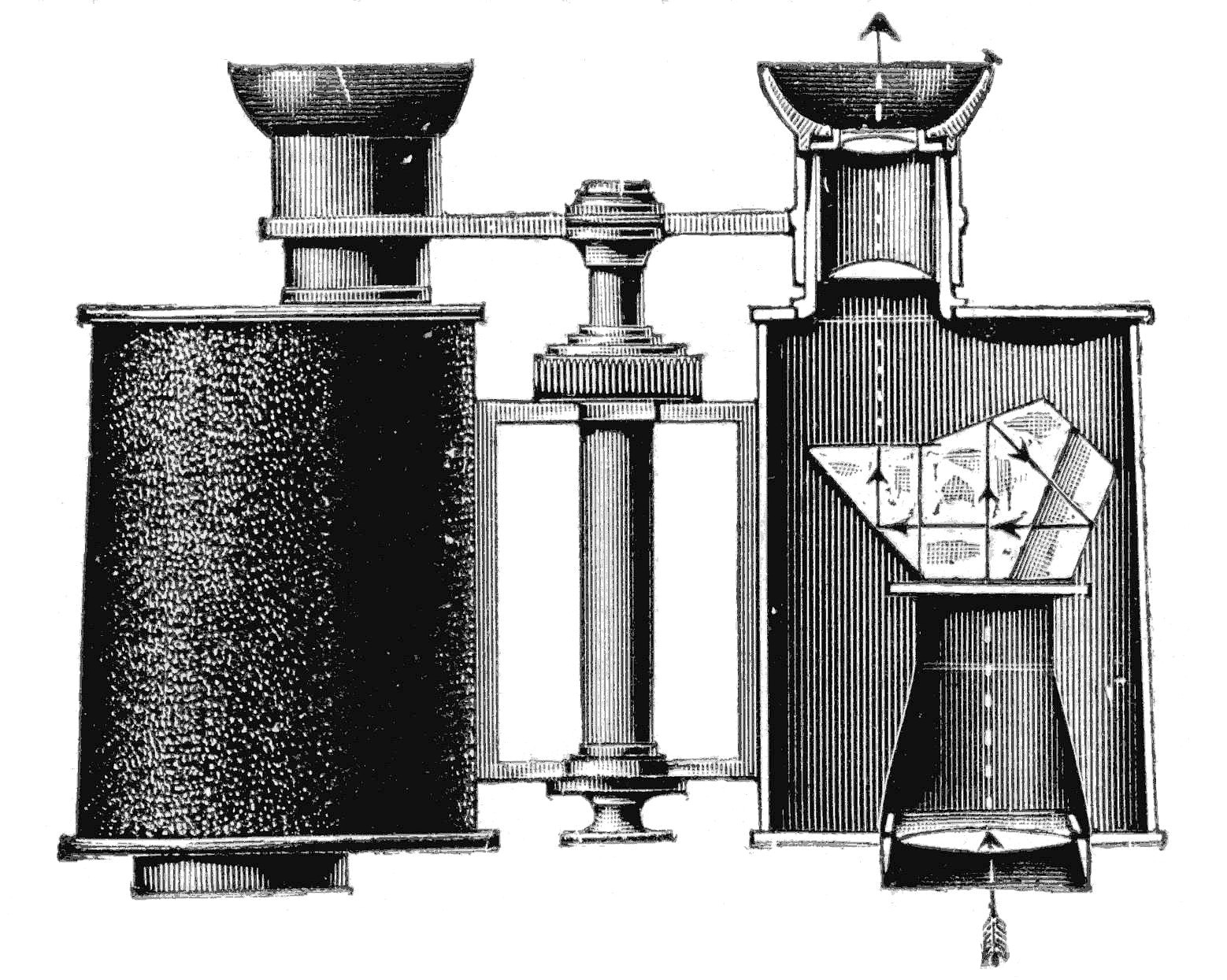
منظار ثنائي العينية من ألمانيا سجل اختراعها في 8 يوليو 1893م.

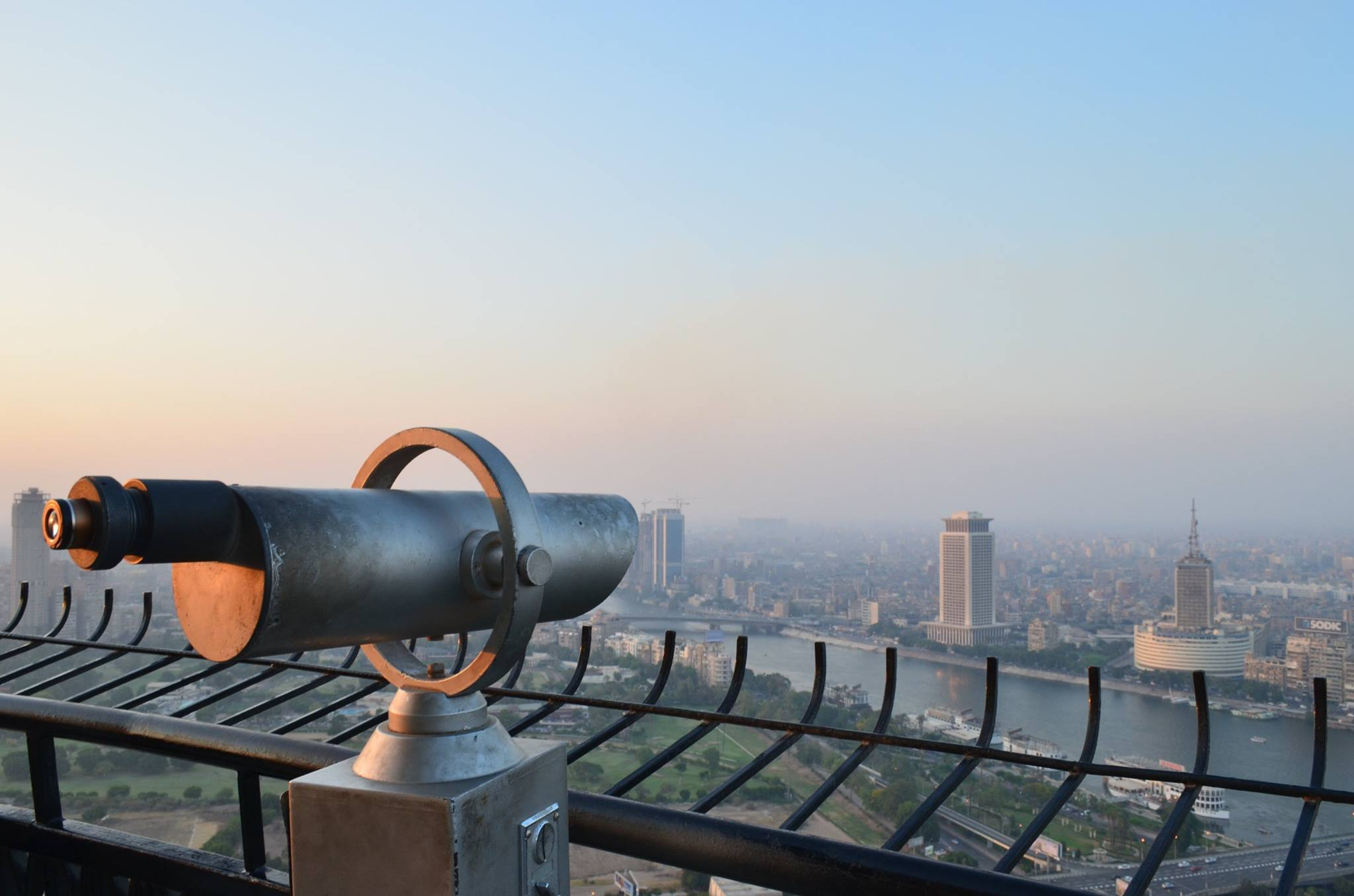
منظار عام ثنائي العينية للسياح أعلى برج القاهرة.

منظار ثنائي العَيْنِيَّة أو ثنائي العَيْنِيَّة أو منظار ذو عَيْنِيَّتَيْن أو منظار مزدوج أو تلسكوب بعينيتين أو ناظور هو أداة بصرية خفيفة ثنائية العينية. تستعمل لتقريب الأشياء البعيدة، لمشاهدة الأحداث الرياضية مثلاً. وتستخدمها الجيوش للمراقبة.

## طريقة العمل
يتكون المنظار الثنائي العينية الحديث ذو الموشور من ثلاثة أجزاء رئيسية:
1. نظام العدسات الأمامية، وهو مكون من عدستين إلى خمس عدسات.
2. نظام موشور يتكون من اثنين أو ثلاث موشورات.
3. عدسة الرؤية، التي نرى منها الشيء، وتتكون غالباً من 3 - 6 عدسات.

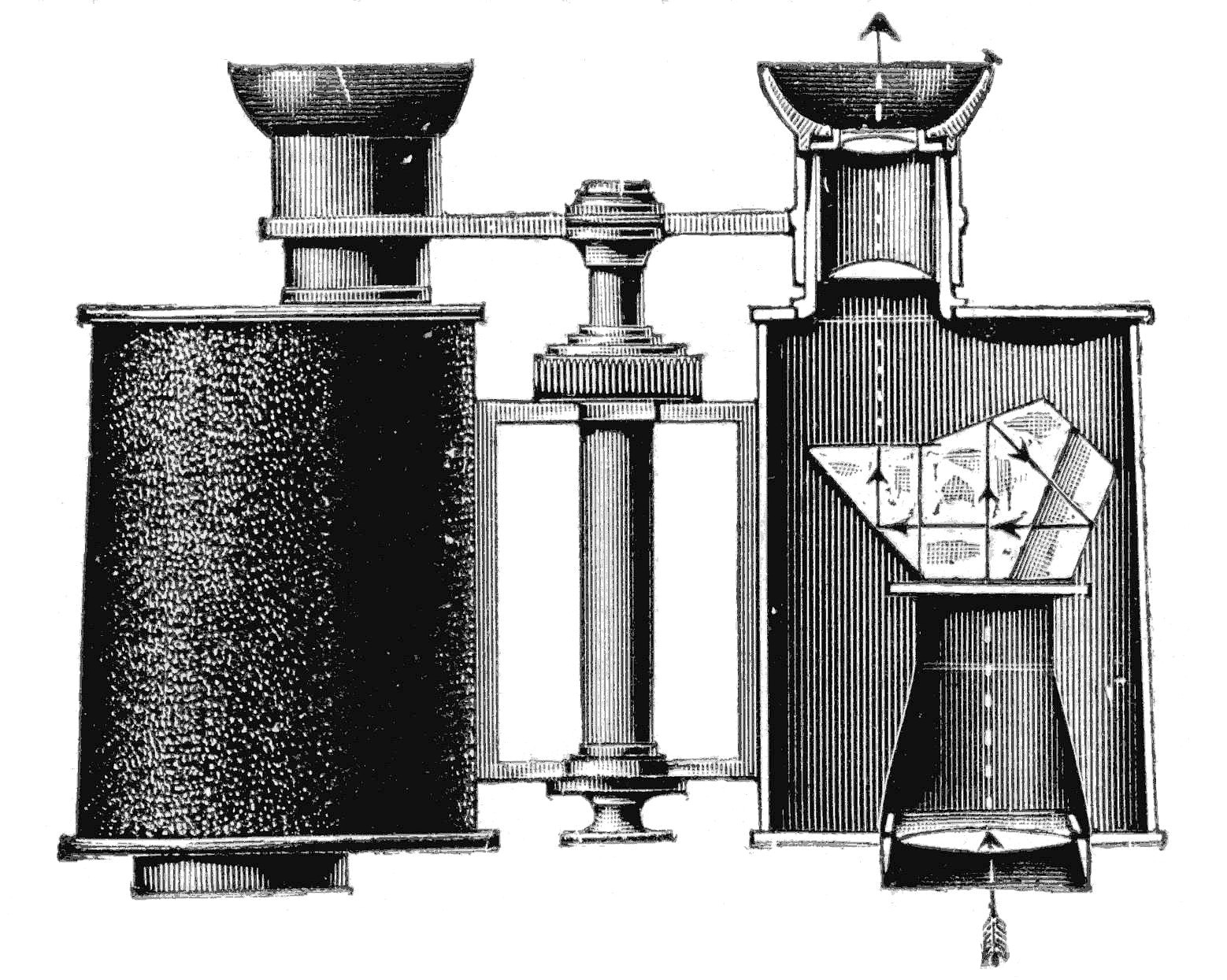
منظار ثنائي العينية من نوع "دياليت"، من صناعة "هينزولدت وأبنائه" في فيتزلار بألمانيا، عام 1905. توضيح مسار أشعة الضوء.

يقوم نظام العدسات الأمامية بتكوين صورة وسطية معكوسة ثنائياً (رأساً على عقب، واليمين إلى اليسار). تدخل تلك الصورة في نظام الموشور فيقوم بقلبها 180°، فتنعدل، من دون أن يتغير الحجم. وتعمل عدسة الرؤية كعمل العدسة المكبرة بحيث ترى الصورة مكبرة. عند ضبط النظارة المعظمة تخرج الأشعة الضوئية متوازية من عدسات الرؤية، ويرى المشاهد صورة مقربة مكبرة.